# Ґуро

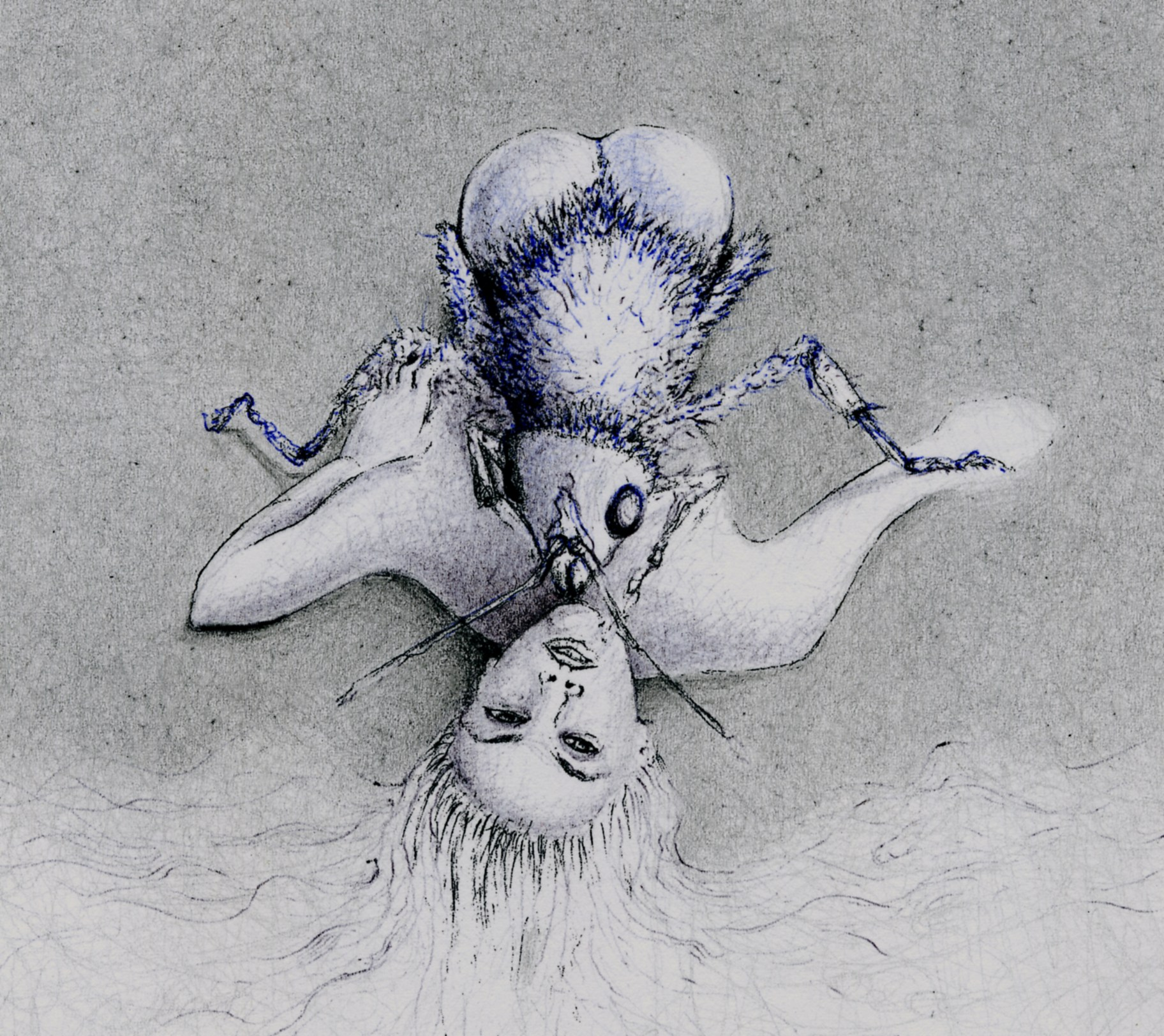
Характерна сцена ероґуро

Ероґуро (яп. エログロ, Eroguro, еро-(тика) + гро(теск), також просто ґуро) — японський псевдоангліцізм (васей-ейґо), що описує напрям в літературі й мистецтві Японії, що виник в 1920-х роках минулого століття. Ерогуро характеризується наявністю сцен, що викликають огиду у більшості людей, — дивних, абсурдних, що виходять за рамки звичної повсякденності. Зазвичай це еротичні сцени з розчленованими або випатраними тілами, кровопролиттям, канібалізмом, відрізанням кінцівок, збоченими вбивствами, некрофілією, садизмом та пластичними операціями. Дуже часто дані теми комбінуються і доповнюються фантастичним антуражем.

## Історія
Історія ґуро не менш старовинна ніж історія хентаю. Традиційна японська мальована еротика часто має в собі елементи ґуро, так наприклад роботи Цукіока Йосітосі, що творив в середині 1890-х років, містять у собі різні елементи насильства, а малюнки Утаґава Кунійосі поєднують сцени насильства, зґвалтувань та ін.
Ероґуро виникло в Японії в 1920-х роках на хвилі економічної депресії. Воно асоціювалося з декадентським впливом Заходу і міською культурою. З ероґуро міцно асоціювався токійський район Асакуса, особливо після виходу книги Кавабата Ясунарі «Веселі дівчата з Асакуса» (1929 рік). Рух був також підхоплено такими письменниками, як Едогава Рампо. В його романі «Чорна ящірка» (1934 рік) детективу Акеті кидає виклик таємнича жінка на прізвисько «Чорна ящірка», сутичка з якою врешті-решт приводить героя в її «музей». У музеї зберігаються не тільки видатні твори мистецтва, а й людські раби, зібрані з різних кінців землі і живуть у клітках або перетворені на живі воскові фігури. Історія Сади Абе (1936 рік), що задушила і каструвала свого коханого, на багато років стало візитною карткою ероґуро.
До 1940-х років японський мілітаризм призупинив розвиток цього жанру і практично звів його нанівець. Суспільні інтереси оберталися навколо військових подій, а демонстрація збочених еротичних смаків розглядалася як непатріотична. Однак після закінчення Другої світової війни похмурі спогади про поразку Японії та занепадницькі настрої в суспільстві призвели до розквіту гедонізму і виникнення нової хвилі інтересу до «сучасних» розваґ. Особливо сильно віяння ероґуро проявилося в аніме і манзі.

## У музиці
У музику цей стиль привнесла група cali≠gari (1993-2003-х років), що дозволяла собі абсурдні витівки на сцені і дивні рекламні прийоми (наприклад, безкоштовний презерватив, що додавався до диску).  Кліп на пісню «OBSCURE», японської ню-метал групи Dir en Grey повністю передає суть жанру.

## Ероґуро в аніме і манзі
У аніме і манзі ероґуро існує як підклас хентаю, юрі та яою. Для його позначення в українській мові вживемо термін «жорсткий хентай» або «жорстокий яой».  В даний час в Японії видається кілька десятків журналів тематичної манґи, зокрема, Garo. Його тиражі часто складають лише 7 тисяч примірників на місяць (для порівняння, тираж чоловічого журналу манґи Young Magazine — близько 900 тисяч примірників . У Росії, на відміну від України, було видано кілька робіт ероґуро, наприклад, манґа Суехіро Мару «Шоу виродків пана Арас».
Елементи ероґуро містяться в аніме Mnemosyne: Mnemosyne no Musume-tachi .

### Манґаки, що працюють в жанрі
- Кадзуіті Ханава
- Тосіо Саекі
- Синтаро Каго
- Дзюн Хаямі
- Удзігамі Вайта
- Суехіро Мару
- Хоріхоню Сайдзі
- Акиба Одзе
- Рей Сінодзакі
- Хеммару Матіно
- Мукаде Мерібе

## Ероґуро в кінематографі
На відміну від ранніх фільмів жанру, як «Жахи спотвореного народу» (1969) і «Сліпий звір» (1969), надалі режисери знімали все більш відверті фільми. У картинах 1980-х років «Піддослідна свинка: диявольський експеримент» і «Квітка плоті і крові» практично відсутній сюжет, а весь екранний час займають сцени тортур і розчленування жіночих тіл.

### Приклади фільмів
- «Гротеск»
- «Радість тортур»